# Tirolerkogel
Tirolerkogel – szczyt w Alpach Türnitzkich, części Północnych Alp Wapiennych. Leży w Austrii, w kraju związkowym Dolna Austria.

## Bibliografia

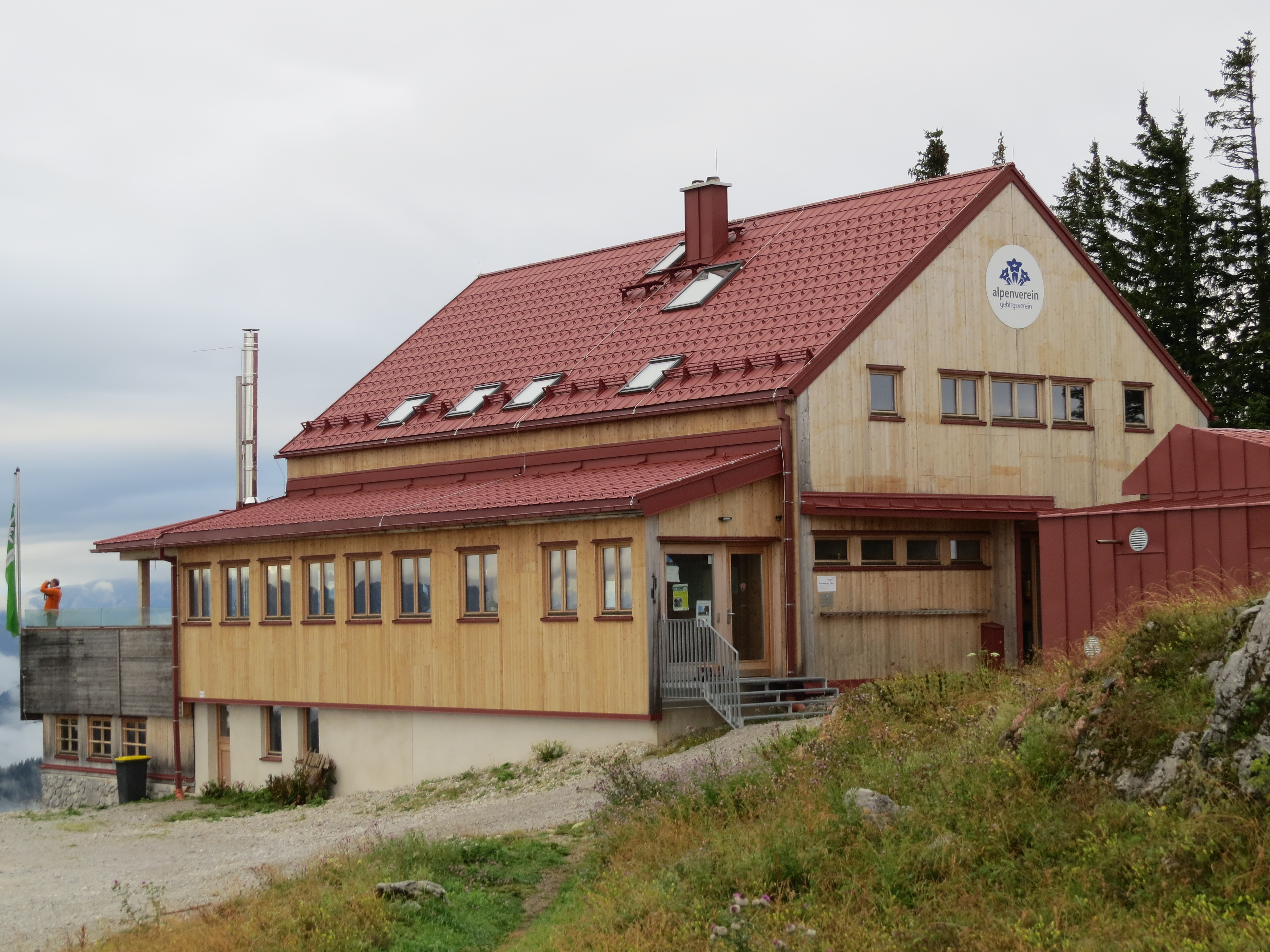
Annaberger Haus, Tirolerkogel (2018)